# Observatori Llano de Chajnantor
L'Observatori del Pla de Chajnantor és un  observatori astronòmic localitzat a 5.104 metres d'altitud de sobre el nivell del mar, al desert d'Atacama, Xile, 50 quilòmetres a l'est de San Pedro de Atacama. És un lloc molt sec i inhospitalari per a la vida humana, però un excel·lent lloc per a l'astronomia de  submil·limètrica. El vapor d'aigua absorbeix i atenua les radiacions submil·limétriquess i aquesta és la raó per la qual la radioastronomia requereix un lloc molt sec per a la recepció d'aquest tipus d'ones curtes. L'Observatori del Pla de Chajnantor és un dels observatoris astronòmics més grans i cars del món, amb aproximadament mil milions de $ assignats per projectes sobre el lloc.

## Cronologia
El 1999, el Generador d'Imatges de Fons Còsmic (CBI) va ser el primer radiotelescopi a fer observacions sota els cels de Chajnantor. El 2002 l'Experiment de Telescopi submil·limètric d'Atacama (ASTE) arriba a Pampa La Bola, propera a Chajnantor. Posteriorment, arriben l'Experiment Pioner d'Atacama (APEX) el 2003, Cel del Sud 2 (NANTEN2 o 南 天 2) el 2004, Telescopi de Cosmologia d'Atacama (ACT) el 2007, Experiment Q/U de Representació d'Imatges (QUIET) el 2008 i Observatori Mini-Tòquio d'Atacama (Mini-TAO, de 1.0 m de diàmetre) el 2009. Finalment, es preveu que la construcció de la Gran Matriu mil·limètrica d'Atacama (ALMA) conclogui el 2013.

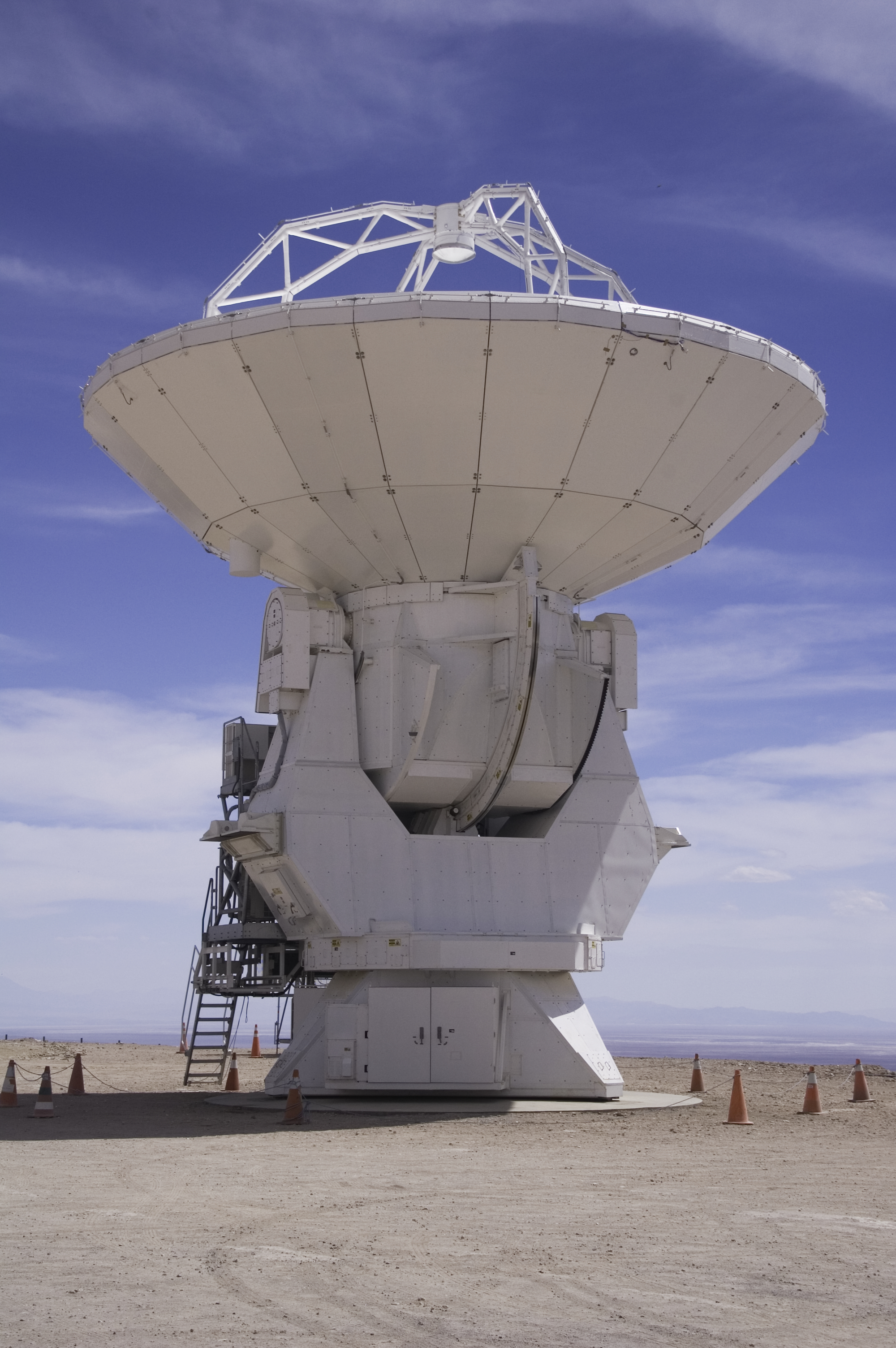
Una de les 66 antenes de l'observatori ALMA a Chajnantor.

## Telescopis al Pla de Chajnantor
- Cosmic Background Imager (CBI)
- Atacama Pathfinder Experiment (APEX)
- Q/U Imaging Experiment (QUIET)
- Tokyo Atacama Observatory (TAO)
- Atacama Large Millimeter Array (ALMA)

## Telescopis al sector de Pampa La Bola
- Atacama Submillimeter Telescope Experiment (ASTE)
- Observatori NANTEN2

## Col·laboració amb Long Latin American Millimeter Array (LLAMA)
S'ha proposat que ALMA, APEX i ASTE realitzin  interferometria de base ampla amb el radiotelescopi  argentí -  brasiler LLAMA. En particular, ALMA podria augmentar 10 vegades la seva  resolució angular (fins i tot fins a 1 μ  sa a longituds d'ona d'1 mm) gràcies al fet que LLAMA estaria a 200 km.